# Engin Günaydın

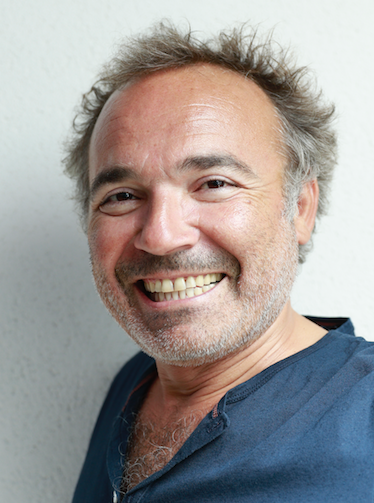
Engin Günaydın

Engin Günaydın (* 23. Januar 1972 in Tokat) ist ein türkischer Schauspieler, Drehbuchautor, Komiker.

## Biografie
Engin Günaydın wurde in Erbaa in der Provinz Tokat geboren. Er begann sein Studium am Konservatorium der Hacettepe-Universität, wechselte jedoch im zweiten Jahr zur Mimar Sinan-Universität, wo er sein Theaterstudium abschloss.
1997 hatte er eine kleine Rolle in Otogargara, die ihm eine Rolle in der Fernsehserie Bir Demet Tiyatro einbrachte, in der er Zabıta İrfan spielte. Später spielte er in Aşkım Aşkım mit Mehmet Ali Erbil und Emel Sayın. 2001 spielte er in Zeki Demirkubuz‘ Film Yazgı mit, für den er beim Ankara Film Festival den Preis als bester Nebendarsteller erhielt. 2004 begann er Sketche für Okan Bayülgens Show zu machen.
2005 bis 2009 spielte er in der Avrupa Yakası Serie, womit er den Höhepunkt seiner Karriere erreichte durch seinen dargestellten Charakter als "Burhan Altıntop". 2009 spielte er die Hauptrolle in dem Film Vavien, wo er auch das Drehbuch schrieb.

## Filmografie
Filme
- 2001: Yazgı
- 2004: Yazı Tura
- 2004: G.O.R.A.
- 2005: Takva
- 2009: Vavien
- 2012: Yeraltı
- 2015: İçimdeki Ses
- 2017: Nerelerdesiniz
- 2017: Aile Arasında

Serien
- 1997: Bir Demet Tiyatro
- 2000: Güneş Yanıkları
- 2001: Aşkım Aşkım
- 2002: Zor Baba
- 2003: Alacakaranlık
- 2003: Hadi Uç Bakalım
- 2004: Size Baba Diyebilir Miyim?
- 2005–2009: Avrupa Yakası
- 2005: Talat Ali Durmaz ile Özel Haber
- 2011: Üsküdar'a Giderken
- 2011: Muhteşem Yüzyıl
- 2013–2014: Galip Derviş